# Cilindre
|  | Aquest article tracta sobre el cilindre geomètric. Si cerqueu la peça del motor, vegeu «Cilindre (motor)». |

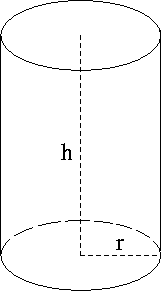
Un cilindre de radi r i altura h

El terme cilindre refereix a diverses figures geomètriques segons el context. En l'accepció més comuna és un cos sòlid generat a partir de la revolució d'un rectangle, en què l'eix de revolució és un costat del rectangle. Així, en contexts no formals el cilindre està limitat per dos cercles, anomenats bases, i la superfície cilíndrica lateral, obtenint un total de tres cares, dues arestes i cap vèrtex o de dues cares i cap vèrtex ni aresta segons la definició triada de cara i aresta.
El desenvolupament d'aquesta superfície corba que uneix les dues bases és un rectangle la base del qual és el perímetre de la circumferència, i l'altura, o separació entre els centres de les bases, la del cilindre.

El cilindre recte és una superficie (o sòlid) de revolució.

L'àrea d'un cilindre de radi {\displaystyle r} i altura {\displaystyle h} és 
{\displaystyle A=2{\cdot }A_{\text{base}}+A_{\text{lateral}}=2{\cdot }\pi {\cdot }r^{2}+2{\cdot }\pi {\cdot }r{\cdot }h=2{\cdot }\pi {\cdot }r{\cdot }(r+h)}
i el seu volum:
{\displaystyle V=\pi {\cdot }r^{2}{\cdot }h}
El volum d'un cilindre oblic de base circular, de radi {\displaystyle r} i altura {\displaystyle h} també és {\displaystyle V=\pi {\cdot }r^{2}{\cdot }h}, pel principi de Cavalieri, mentre que la seva àrea és
{\displaystyle A=2{\cdot }\pi {\cdot }r{\cdot }(r+sin(\alpha )/h)}
on {\displaystyle \alpha } és l'angle d'inclinació de l'eix del cilindre respecte de la seva base.

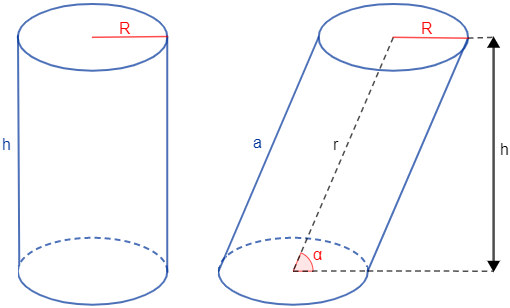
Cilindre recte i cilindre oblic.

## Seccions cilíndriques

Secció cilíndrica

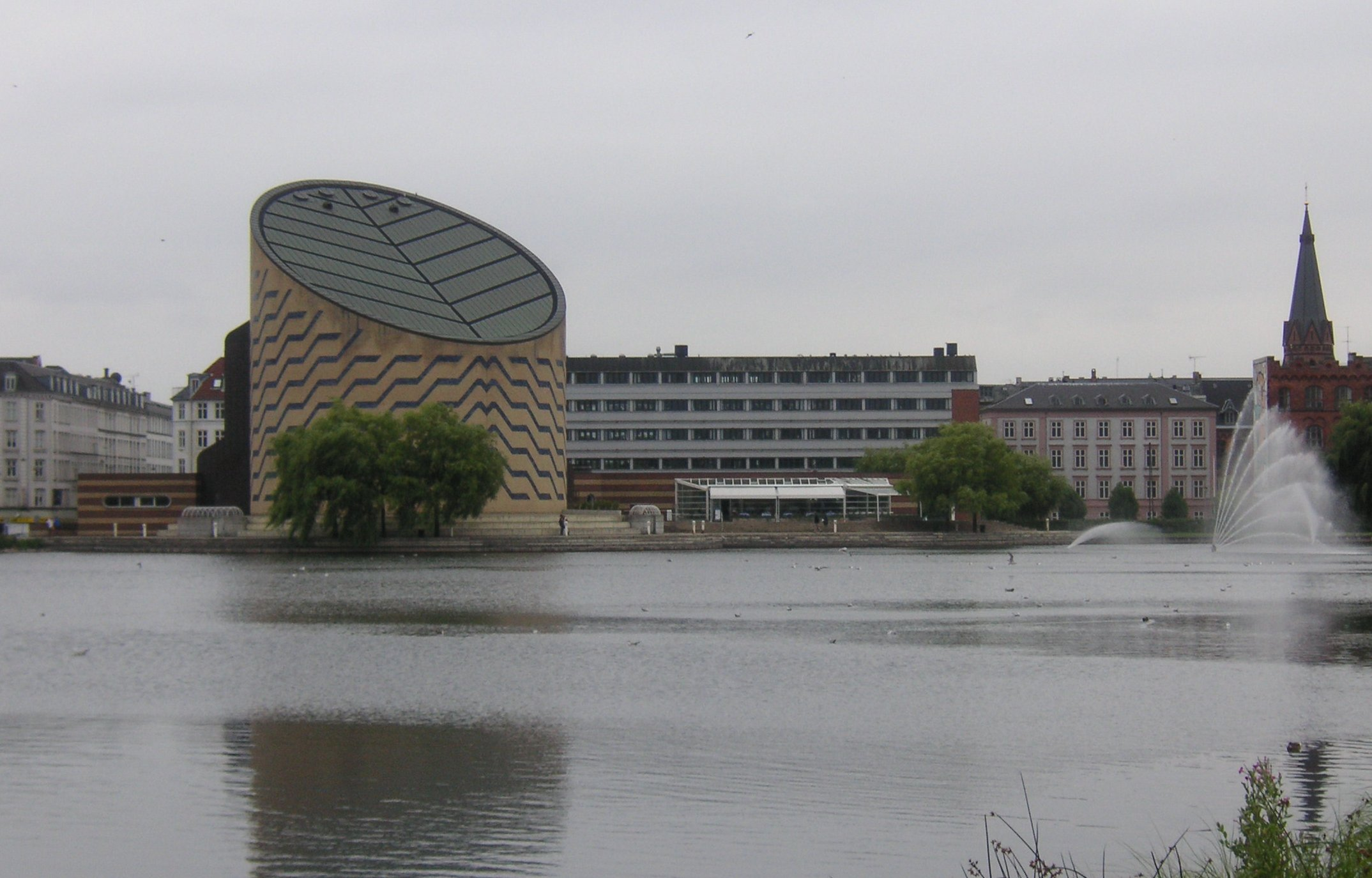
L'edifici del Planetari Tycho Brahe a Copenhaguen, on la seva teulada és un exemple de secció cilíndrica

Les seccions cilíndriques són les interseccions de cilindres amb plans. Per a un cilindre circular recte hi ha quatre possibilitats. Un pla tangent al cilindre interseca amb el cilindre en un sol segment lineal. Si es mou el pla de manera paral·lela a si mateix, aquest pla o bé no interseca el cilindre, o bé l'interseca en dos segments de línia recta paral·lels. Tots els altres plans intersecant el cilindre en una el·lipse o, quan són perpendiculars a l'eix del cilindre, en una circumferència.
L'excentricitat e de la secció cilíndrica i el semieix major a de la secció cilíndrica depenen del radi del cilindre r i de l'angle α entre el pla secant i l'eix del cilindre, amb la següent relació:
{\displaystyle e=\cos \alpha \,}
{\displaystyle a={\frac {r}{\sin \alpha }}\,}

## Altres tipus de cilindres
En geometria diferencial, un cilindre es defineix de manera més genèrica com una superfície reglada generada per una família uniparamètrica de rectes paral·leles. Un cilindre que té una secció en forma d'el·lipse, paràbola o hipèrbola s'anomena cilindre el·líptic, cilindre parabòlic o cilindre hiperbòlic, respectivament.

Un cilindre el·líptic amb semieixos a i b per a la superfície de l'el·lipse i altura h

Un cilindre el·líptic és una superfície quàdrica, amb la següent equació en coordenades cartesianes:
{\displaystyle \left({\frac {x}{a}}\right)^{2}+\left({\frac {y}{b}}\right)^{2}=1}
Aquesta equació és per a un cilindre el·líptic, una generalització de l'habitual, cilindre circular (a = b). Els cilindres el·líptics també s'anomenen cilindroides, encara que el terme és ambigu, ja que també es pot referir al conoide de Plücker. El volum d'un cilindre el·líptic amb altura h és {\displaystyle V=\int _{0}^{h}A(x)\,dx=\int _{0}^{h}\pi ab\,dx=\pi ab\int _{0}^{h}dx=\pi abh}.
Un cas encara més general és el cilindre generalitzat, on la secció pot ser qualsevol corba.
El cilindre és una quàdrica degenerada, perquè almenys una de les coordenades (en aquest cas, z) no apareix en l'equació.
Un cilindre oblic té les bases superior i inferior desalineades l'una respecte de l'altra.
Existeixen altres tipus de cilindres menys habituals. Aquests són els cilindres el·líptics imaginaris:
{\displaystyle \left({\frac {x}{a}}\right)^{2}+\left({\frac {y}{b}}\right)^{2}=-1},
el cilindre hiperbòlic:
{\displaystyle \left({\frac {x}{a}}\right)^{2}-\left({\frac {y}{b}}\right)^{2}=1},
i el cilindre parabòlic:
{\displaystyle {x}^{2}+2a{y}=0\,}.

## Al voltant d'un eix arbitrari
Considerem un cilindre infinit l'eix del qual està al llarg del vector
{\displaystyle {\overrightarrow {v}}=(\alpha ,\beta ,\gamma )\,}
Fem servir les coordenades esfèriques:
{\displaystyle \rho ^{2}=\alpha ^{2}+\beta ^{2}+\gamma ^{2}\,}
{\displaystyle \theta =\arctan \left({\frac {\beta }{\alpha }}\right)}
{\displaystyle \phi =\arcsin \left({\frac {\gamma }{\rho }}\right)}
Aquestes variables es poden fer servir per definir A i B, els vectors ortogonals que formen la base del cilindre:
{\displaystyle A=-x\sin(\theta )+y\cos(\theta )cos(\phi )+z\cos(\theta )\sin(\phi )}
{\displaystyle B=-y\sin(\phi )+z\cos(\phi )}
Havent definit això, podem utilitzar la fórmula habitual per a un cilindre:
{\displaystyle A^{2}+B^{2}=R^{2}\,}
on R és el radi del cilindre.
Aquests resultats es poden obtenir a partir de matrius de rotació.

## En geometria projectiva

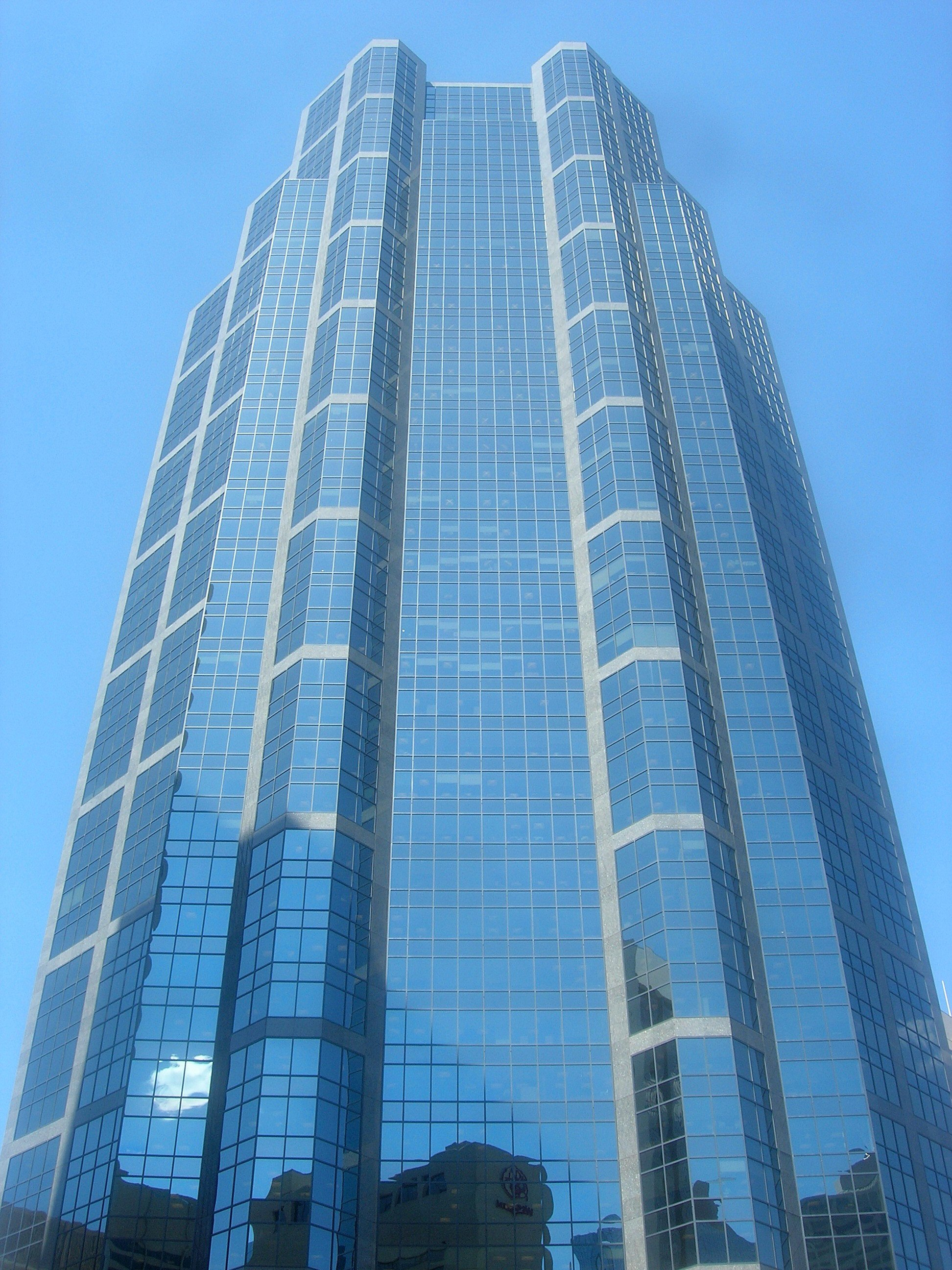
En geometria projectiva, un cilindre és simplement un con que té el vèrtex en l'infinit, la qual cosa correspon visualment a un cilindre en perspectiva que sembla un con cap al cel.

En geometria projectiva, un cilindre és senzillament un con que té el vèrtex a l'infinit. Això és útil en la definició de còniques degenerades.

## Políedres relacionats
També es pot veure un cilindre com un cas límit de políedre en forma de prisma de n costats, quan n tendeix a infinit. També es pot veure com el dual d'un bicon com una bipiràmide d'infinits costats.